# Örserum
Örserum – miejscowość (tätort) w Szwecji, w regionie administracyjnym (län) Jönköping, w gminie Jönköping.
Według danych Szwedzkiego Urzędu Statystycznego liczba ludności wyniosła: 356 (31 grudnia 2015), 363 (31 grudnia 2018) i 360 (31 grudnia 2019).